# Oratoria militar
Oratoria militar es un género de la oratoria que consiste en arengar, dirigir una arenga a un auditorio (del provenzal arenga, y este del gótico *harihrĭng -reunión del ejército-, de harjis -ejército- y *hrĭng -círculo, corro de gente-). Tal arenga es un discurso intencionado, normalmente en tono elevado para enardecer los ánimos; específicamente el discurso militar, aunque también el político o el religioso que se pronuncia con la finalidad de enardecer a los oyentes. Figuradamente se denomina así a un razonamiento largo (cuando es enojoso se denomina perorata -perorar-). En la historiografía es característico el empleo de un determinado tipo de discurso militar como complemento de la narración de hechos.
Pertenece al género deliberativo de la oratoria, siendo su naturaleza en apariencia más simple y repetitiva que los discursos de la oratoria sagrada, la oratoria parlamentaria o la oratoria popular. En teoría las palabras de un general a sus tropas parecen no tener la misma trascendencia que acompaña a un discurso político. Sin embargo, su empleo sistemático a lo largo de muy diversas épocas ha de obedecer a utilidades concretas y bien definidas que le han permitido no sólo mantenerse sino aumentar su importancia hasta el punto de haber influido en el amplio uso de este tipo de discurso en otros géneros literarios.
Entre las arengas históricas se pueden encontrar las de: Siddhārtha Gautama, Asoka, Agamenón, Demóstenes, Protágoras, Marco Aurelio, Marco Tulio Cicerón, Julio César, Octavio Augusto, Heraclio, Gengis Khan, Carlomagno, Pedro el ermitaño, Francisco de Asís, Hernán Cortes, Francisco Pizarro, Ignacio de Loyola, Robespierre, Napoleón, Emilio Castelar, Joaquín Costa, Winston Churchill , Franklin D. Roosevelt, Adolf Hitler, Stalin, Perón, Ricardo Caruso Lombardi, Manuel Azaña, Francisco Franco, Benito Mussolini.

## Descripción

Mussolini en discurso de elevado tono

Es un discurso por lo general solemne y de elevado tono. También un razonamiento largo, impertinente y enfadoso o una disputa y pendencia de palabras. Se dice especialmente del que se pronuncia con el fin de enardecer los ánimos, y de los que solían poner los historiadores en boca de algunos personajes.
Algunas arengas se plantean como monólogos que no presentan un argumento estudiado ni medido (rant en inglés). Típicamente son un ataque a una idea, una persona o una institución y con frecuencia le faltan argumentos probativos.
Otras arengas no atacan nada, sino que defienden a un individuo, una idea o una organización. Las arengas, de replica en este contexto, aparecen después de un ataque por otro individuo o grupo. 
Las arengas se incluyen a veces en situaciones que requieren un monólogo. Comediantes como Lewis Black o Rick Mercer, o Dennis Miller en la sátira política usan o incluyen arengas como un medio para transmitir su mensaje a la audiencia.
La arenga militar es un tipo de discurso presente en la muchas obras historiográficas; empleada en periodos críticos y a lo largo de las diversas épocas, convirtiéndose en un auténtico nexo entre autores y obras de muy diversa procedencia.

Lenin arengando al pueblo.